# Sonja Mosler
Sonja Mosler (n. 23 august 1993, Bergisch Gladbach, Germania) este o atletă germană. A participat la Jocurile Olimpice de Tineret din 2010 în care a câștigat medalia de bronz în proba de ștafetă mixtă.

## Palmares
| An   | Competiție                     | Locație           | Loc | Eveniment     | Note    |
| ---- | ------------------------------ | ----------------- | --- | ------------- | ------- |
| 2010 | Jocurile Olimpice de Tineret   | Singapore         | 7   | 400 m         | 55,20   |
| 2010 | Jocurile Olimpice de Tineret   | Singapore         | 3   | ștafetă mixtă | 2:07,59 |
| 2012 | Campionatul Mondial de Juniori | Barcelona, Spania | 5   | 800 m         | 2:04,07 |
| 2012 | Campionatul Mondial de Juniori | Barcelona, Spania | 5   | 4×100 m       | 3:37,23 |

## Legături externe
- Materiale media legate de Sonja Mosler la Wikimedia Commons
- en Sonja Mosler la World Athletics
- en Sonja Mosler la Olympedia.org